# Chevrolet Astro
Der Chevrolet Astro ist ein heckgetriebener Van, den Chevrolet 1985 als Konkurrenzmodell zum Dodge Caravan und Plymouth Voyager aus den USA und den japanischen Toyota Van einführte. Der Astro wurde mit einem anderen Kühlergrill auch als GMC Safari verkauft. Neben der Ausstattung zum Personentransport gibt es die beiden auch als Lieferwagen. Zudem dienten sie als Basis für kundenspezifische Umbauten.

## Charakteristika
Der Astro wird als Van bezeichnet und liegt in der Größe zwischen dem Venture und Lumina APV einerseits und dem Chevrolet Van / Express andererseits. Er hat 8 Sitzplätze. Wie der Ford Aerostar übernahm der Astro Antrieb und Komponenten anderer Kleintransporter seines Herstellers. Er hat aber eine Karosserie die auf einen Rahmen aufbaut (Body-on-Frame) mit einem vorderen Hilfsrahmen zur Aufnahme von Motor und vorderer Radaufhängung. Wegen des Lieferwagenantriebes haben Astro und Safari ca. 2500 kg zulässiges Gesamtgewicht und ungefähr 600 kg Nutzlast. Die Motoren leisteten zwischen 98 SAE-PS und 200 SAE-PS (72–147 kW), je nach Ausstattung und Baujahr.

## 1. Generation (1985–1994)
Den Namen Astro verwendete Chevrolet vorher auch für das Konzeptfahrzeug Astro I, das aber mit dem hier beschriebenen Van nichts zu tun hat und auf der New York Auto Show 1967 gezeigt wurde.
Anfangs warb Chevrolet damit, dass „dieses Fahrzeug dich erkennen lässt, dass das Leben zu groß für einen Minivan ist“, was auf die Minivans von Chrysler zielte.

1990 wurde ein neues Armaturenbrett eingeführt und es gab auch ein Modell mit längerem Aufbau (Astro EXT). Der Radstand ist allerdings bei allen Modellen gleich.

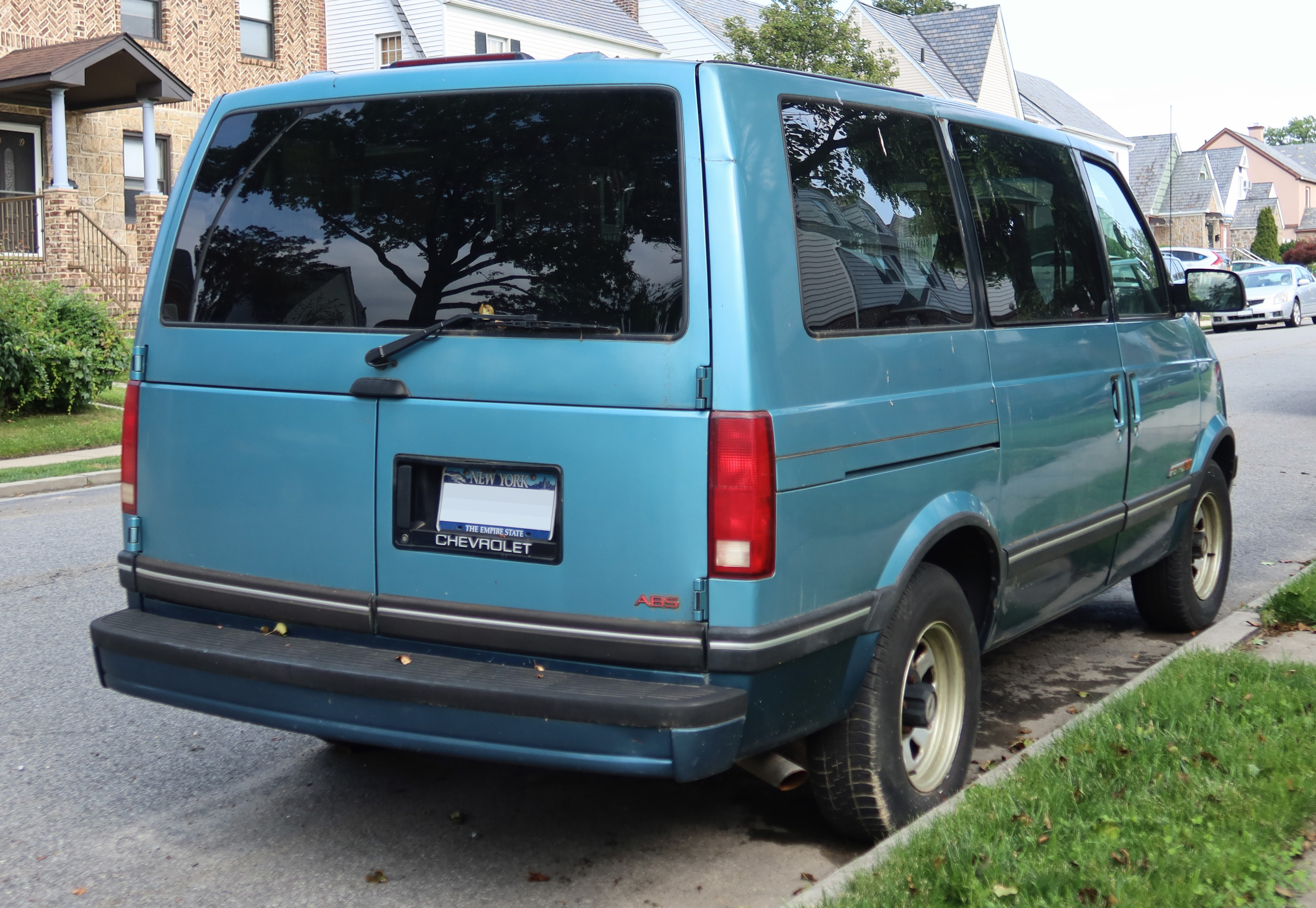
Heckansicht
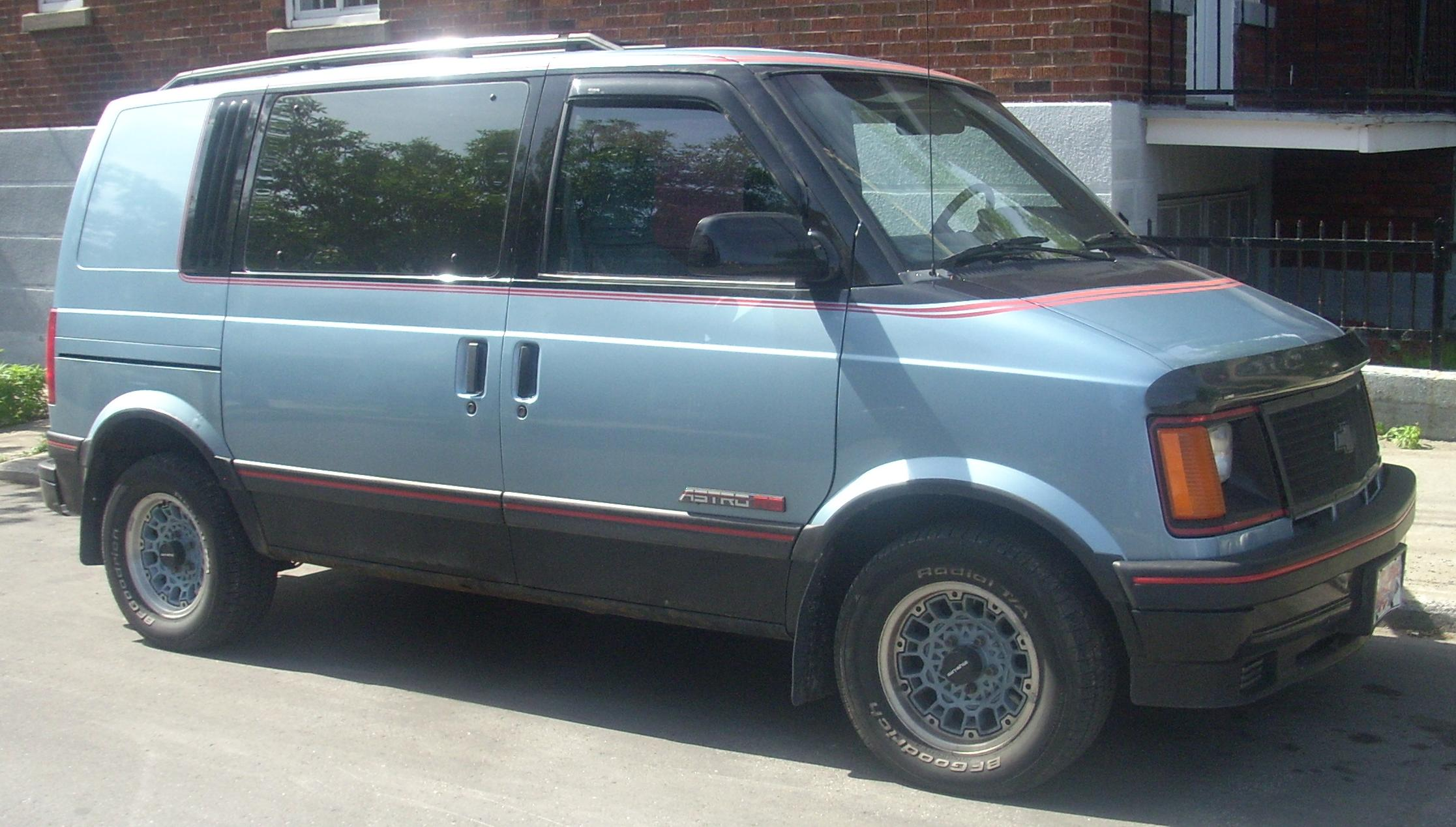
Chevrolet Astro RS
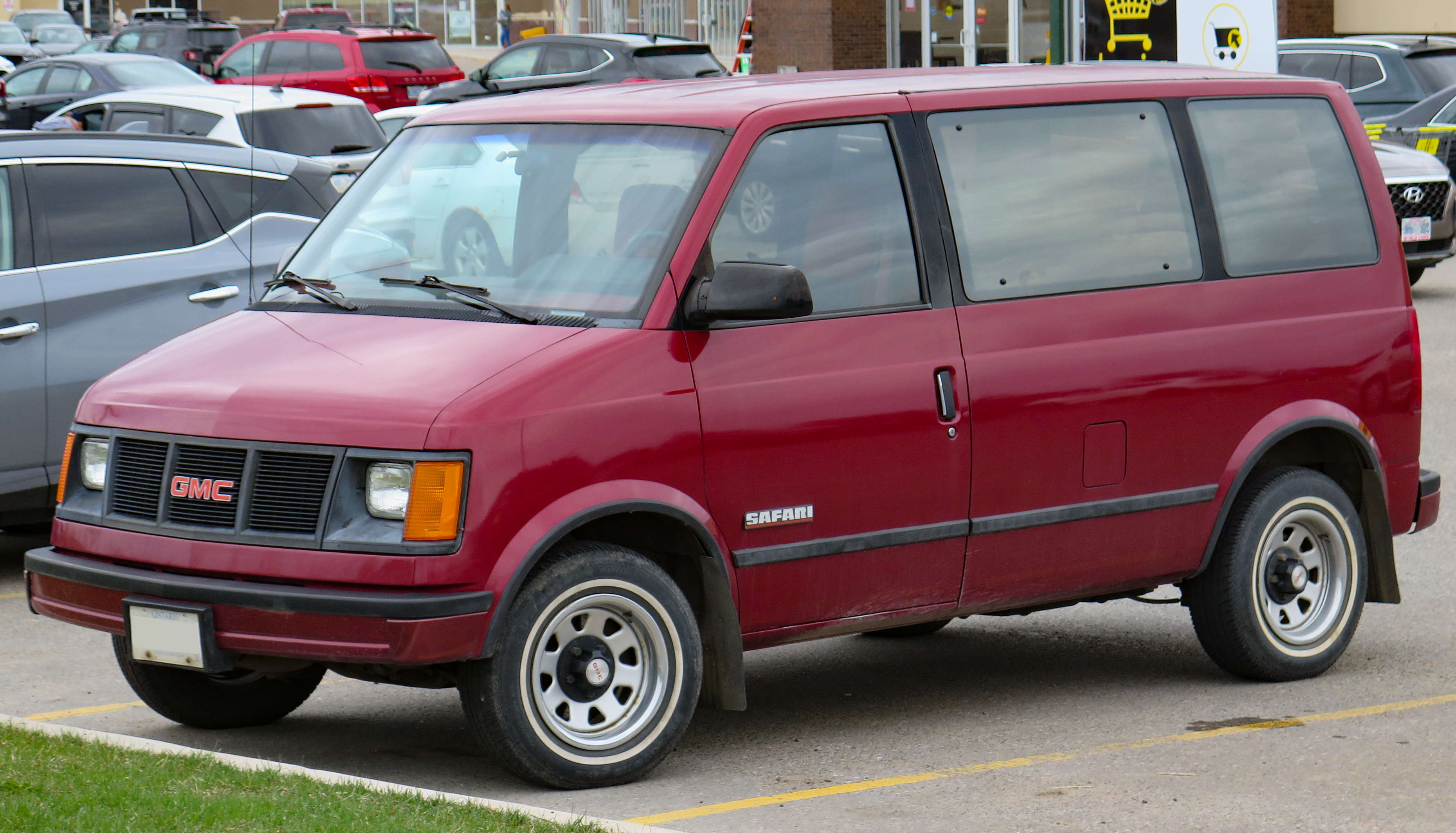
GMC Safari
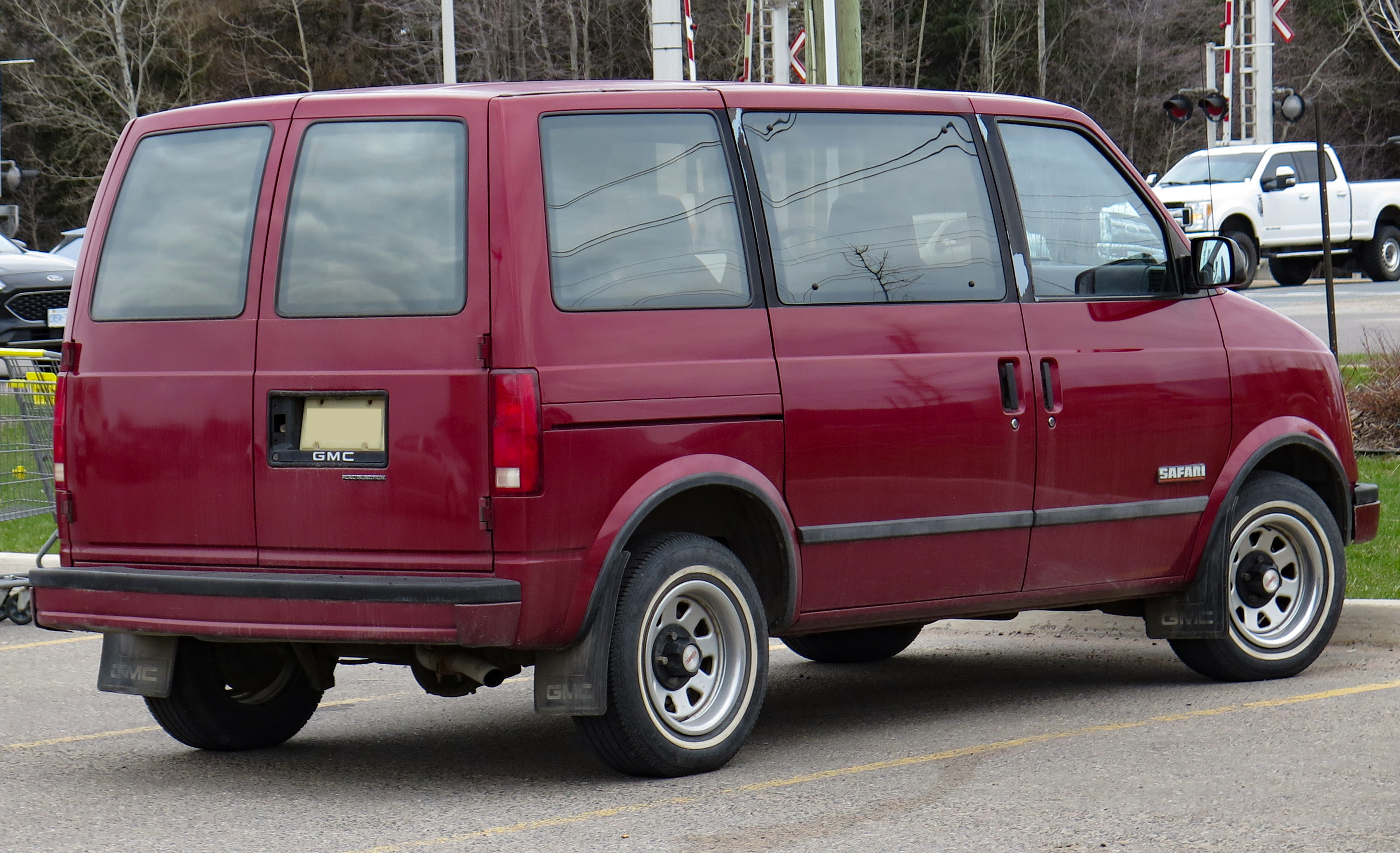
Heckansicht

## 2. Generation (1995–2005)
1995 erhielt das Modell ein umfangreiches Facelift und wurde fortan an als zweite Generation verkauft. Der Astro bekam eine längere Frontpartie, die dem neuen Express ähnlich sah. 1996 gab es wiederum ein neues Armaturenbrett mit Beifahrer-Airbag. Von da an blieben die Vans stilistisch bis zur Einstellung der Produktion 2005 unverändert.

Der Chevrolet Astro, der auf der GM M-Plattform basiert, wurde außer in den USA auch in Japan verkauft, wo er zum Kultfahrzeug wurde. Im letzten Produktionsjahr, 2005, bot Chevrolet Japan eine Limited Edition an. Obwohl der Wagen nur mit Linkslenkung angeboten wurde, wurde er dennoch in Japan so populär.

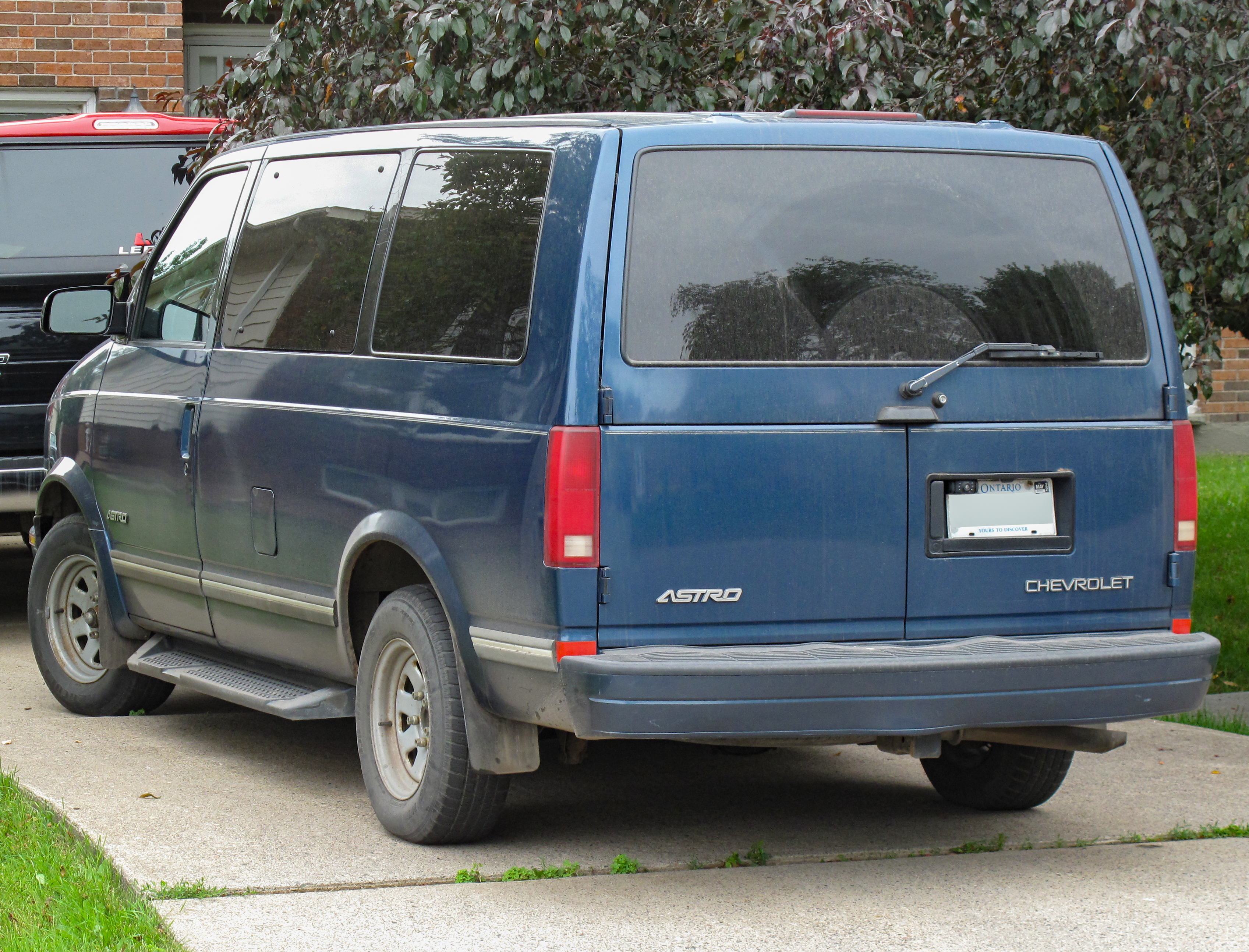
Heckansicht
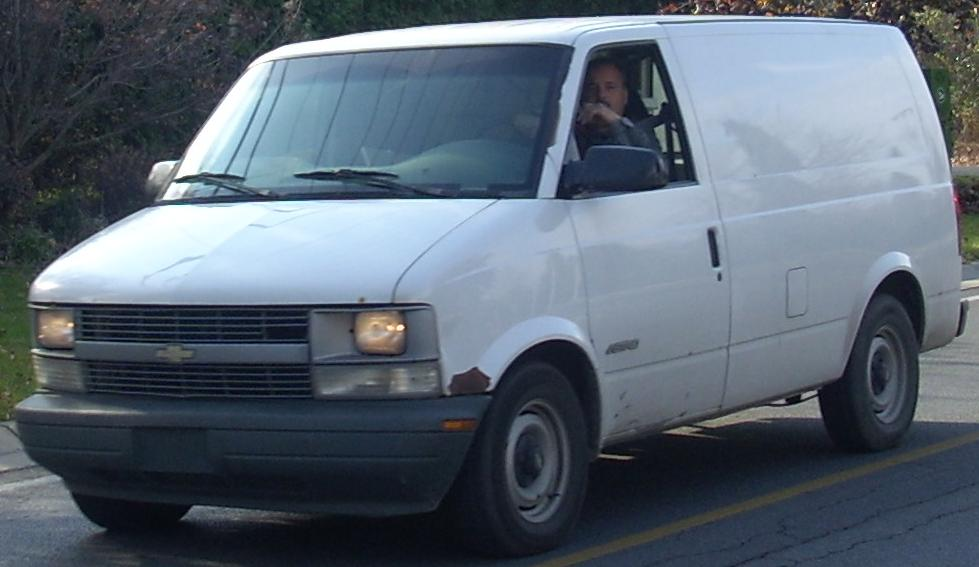
Astro Lieferwagen
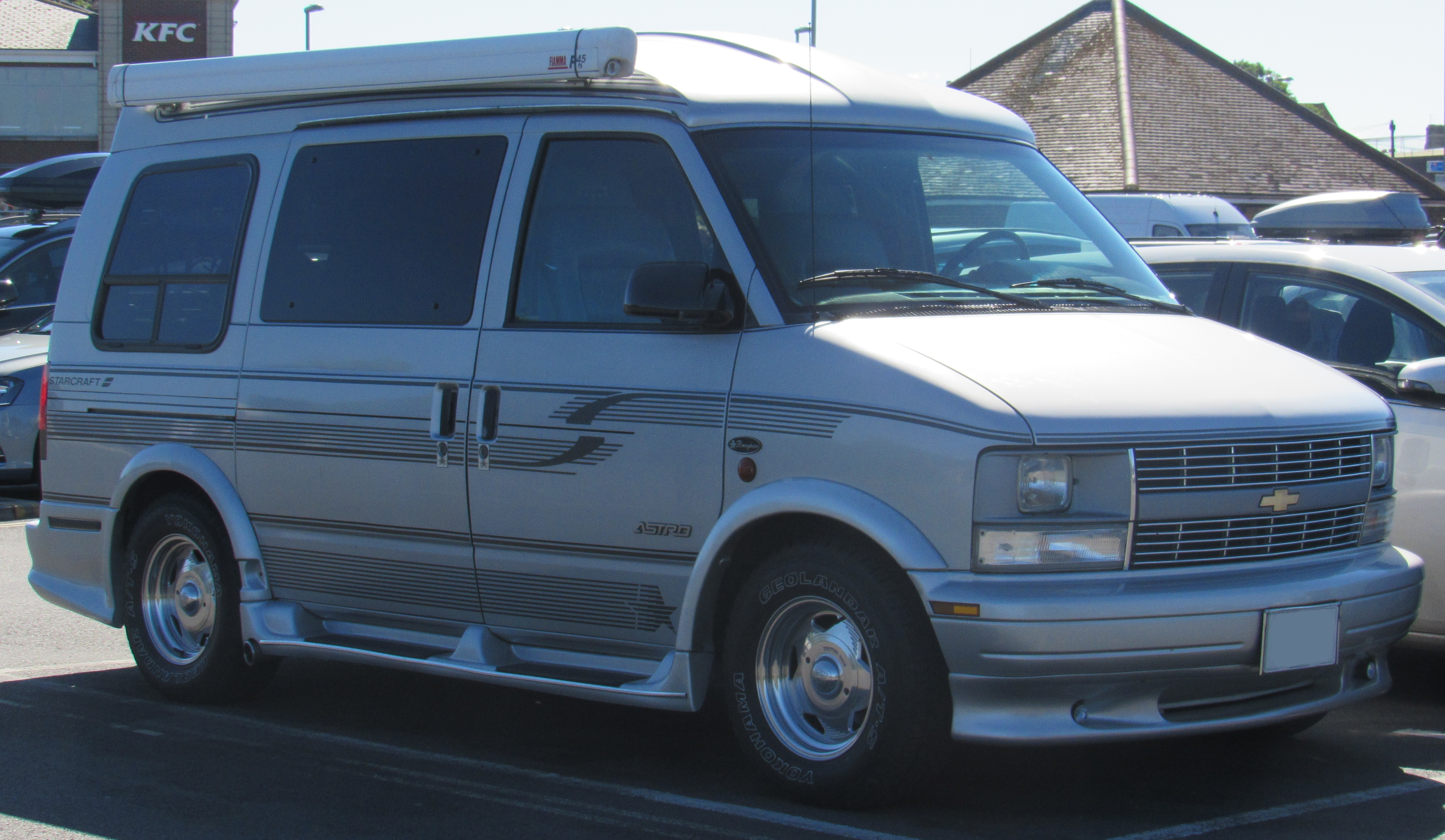
Chevrolet Astro Starcraft-Conversion-Van
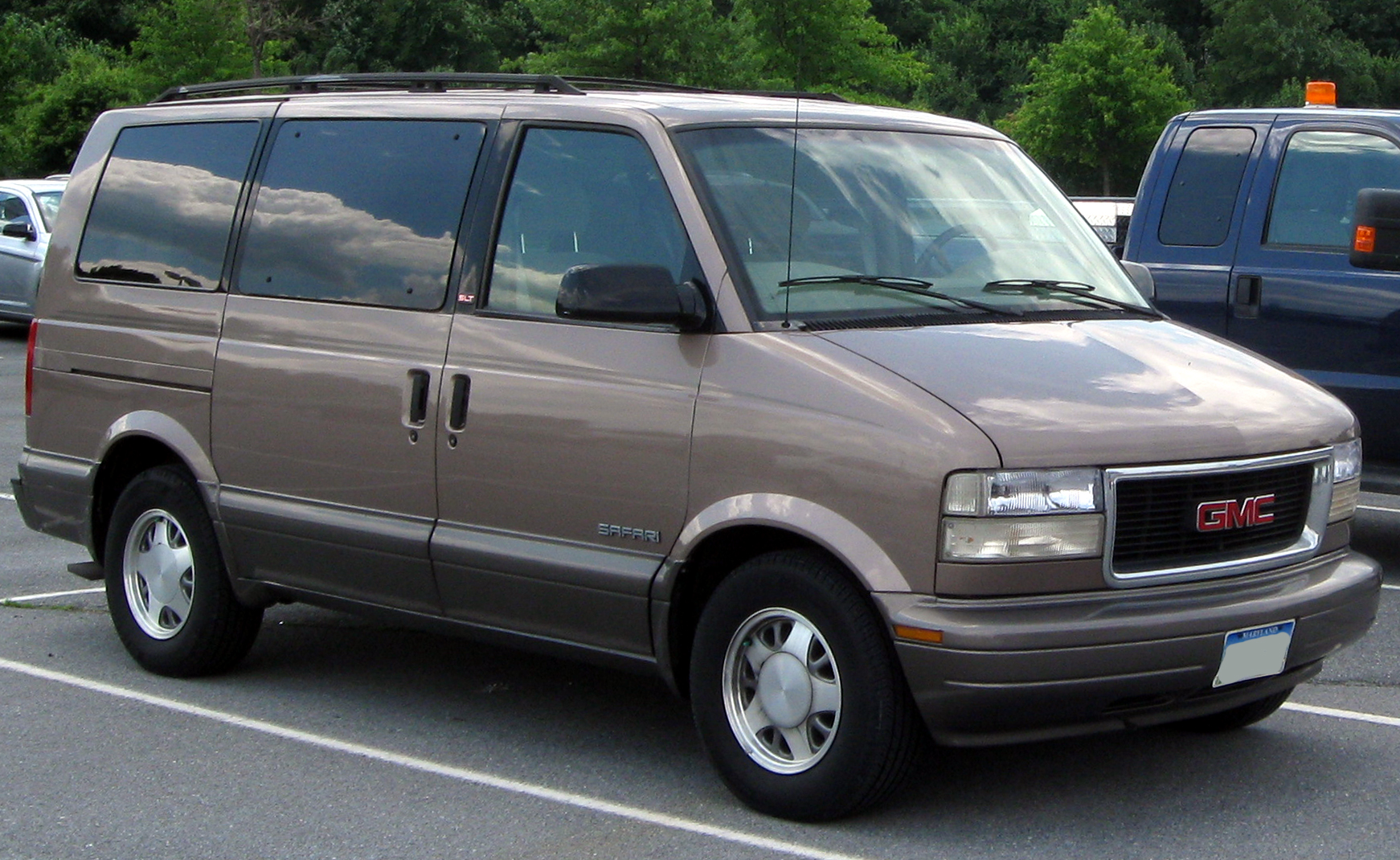
GMC Safari
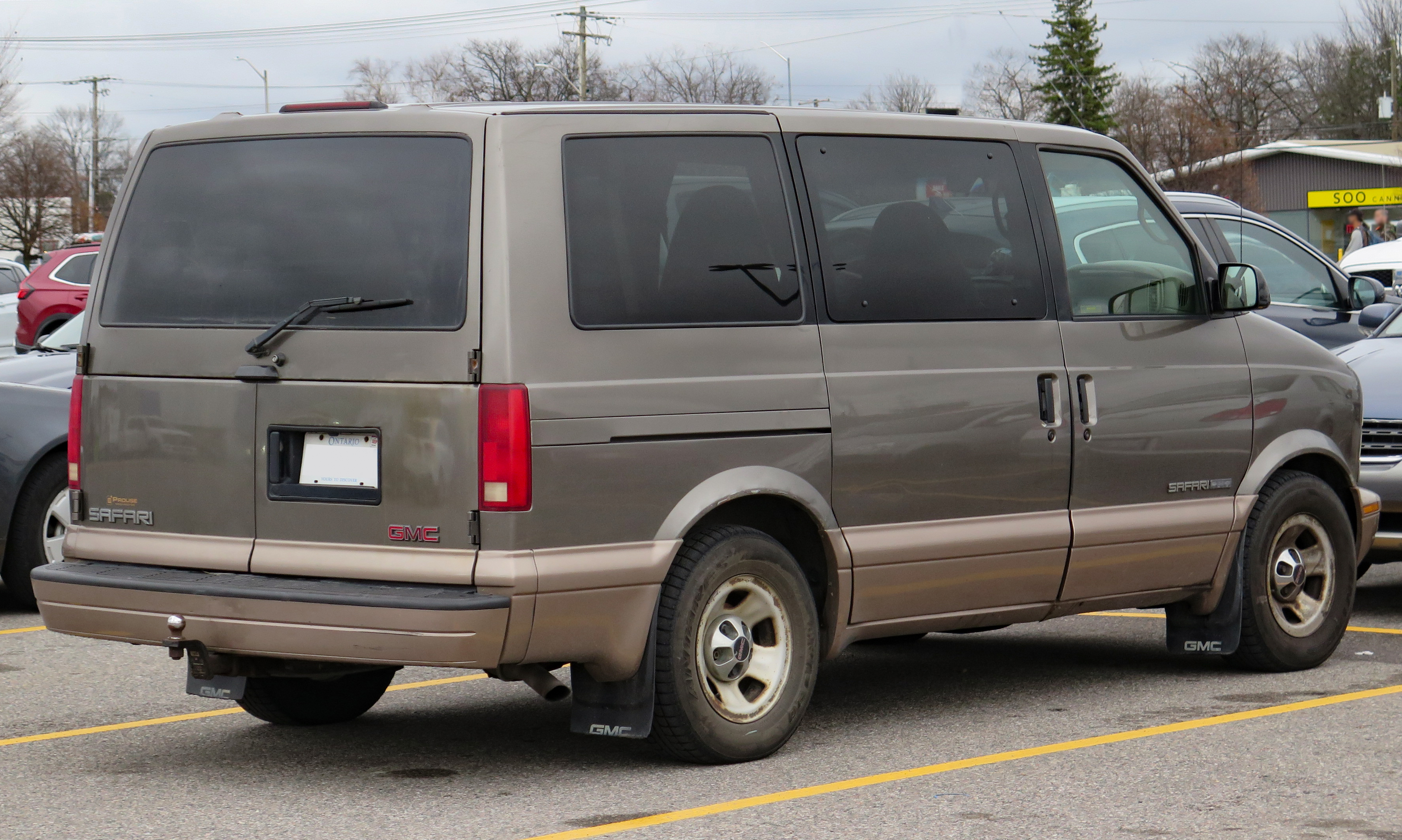
Heckansicht

## Ende der Modellreihe
Als die Verkäufe von GM sanken, schloss die Firma verschiedene Werke und stellte schlecht laufende Modelle ein. Da neue technische Standards für den Seitenaufprallschutz und den Schutz der Passagiere vor Kopfverletzungen kommen sollten, entschied GM, dass es nicht sinnvoll wäre, viel Geld in die Umkonstruktion schlecht verkäuflicher Modellreihen zu stecken. So wurde die Produktion von Astro und Safari am 13. Mai 2005 eingestellt und das lange genutzte Werk in Baltimore, wo die beiden hergestellt worden waren, wurde geschlossen. Astro und Safari waren die einzigen Vans mit Hinterradantrieb, die über 20 Jahre lang hergestellt wurden – ein weitaus längerer Modellzyklus als der des direkten Konkurrenten Ford Aerostar, der bereits 1997 aus der Produktion genommen wurde. Ab 1998, als der ursprüngliche Mazda MPV eingestellt wurde, waren Astro und Safari die einzigen in den USA und Kanada erhältlichen Vans mit Hinterradantrieb. Insgesamt stellte das Werk in Baltimore ca. 3,7 Mio. Astro und Safari her.
Der Chevrolet Astro wurde durch den „Crossover“ Uplander  ersetzt, der auch als Nachfolger des Venture diente. Wie den Astro gab es auch den Uplander als Lieferwagen und Kleinbus. GMC präsentierte als Nachfolger des Safari 2007 den Acadia.

## Fahrwerk
Wie bei den Fahrzeugen der zweiten Generation mit GM-F-Plattformen und GM-X-Plattformen hat der Astro / Safari einen vorne angeschlossenen Hilfsrahmen mit der Vorderradaufhängung der GM B-Plattform aus den Kombiversionen des Chevrolet Caprice und des Cadillac Brougham und Blattfedern hinten. Die unteren Traggelenke sind größer als die der B-Plattform (z. B. der Fleetwood-Limousinen). Diese Traggelenke baute man 1995 / 1996 auch in das 9C1-Polizeipaket für den Chevrolet Caprice ein. Die Wagen zeigen auch viele mechanische Gemeinsamkeiten mit den GMT-325/350-Pickups und -Lieferwagen.
Wie vorher erwähnt, besitzen Astro und Safari standardmäßig Hinterradantrieb, aber 1990 gab es auf Wunsch einen ganz neuen Allradantrieb, der von FF Developments (FFD) konstruiert wurde. Der Allradantrieb verbraucht mehr Kraftstoff: Er kam auf nur 17 mpg (Meilen pro Gallone) gegenüber 20 mpg. beim heckgetriebenen Van. Vorzeitiger Verschleiß an den Lenkern war ein Problem. Es gab Hunderte von Fällen eines Versagens des Torsionsstabes bei den Fahrwerken der Allradfahrzeuge. Die Torsionsstäbe versagten ohne Vorwarnung, was zu einem Absinken des Fahrwerkes führte. Zur Reparatur mussten beide Torsionsstäbe gegen verbesserte Exemplare ausgetauscht werden, was ca. 1000 US-Dollar kostete. Todesfälle waren nicht zu beklagen.
2003 verbesserte GM das Fahrwerk von Astro und Safari mit bestimmten Aufhängungskomponenten, größeren Bremsen und 16″-Räder von den großen Chevrolet- und GMC-0,5-Tonnern. Diese Veränderungen verbesserten das Fahr- und Bremsverhalten der Vans.

## Sicherheit und Crash-Tests
Die IIHS (Insurance Institute for Highway Safety), das Fahrzeuge auf ihre Sicherheit testet bewertete den Astro Modelljahr 1996 mit „poor“ (dt. schlecht), da seine gesamte Fahrzeugstruktur beim 64-km/h-Offset-Crash gegen eine feste Barriere kollabierte. Der Fahrzeugboden wurde verformt und schob beide vorderen Sitze mit den Dummys nach vorne ins Armaturenbrett und ins Lenkrad.
In den Tests der NHTSA (National Highway Traffic Safety Administration) schnitten Astro und Safari besser ab. Von einem Stern im Jahre 1990 verbesserten sich die Wagen auf 3 Sterne (Fahrer), bzw. 4 Sterne (Beifahrer), im Modelljahr 1999. Beim Seitenaufprallversuch erreichten beide Fahrzeuge, ab dem Zeitpunkt ab dem dieser durchgeführt wurde, die höchste Wertung von 5 Sternen.

## Populäre Umbauten

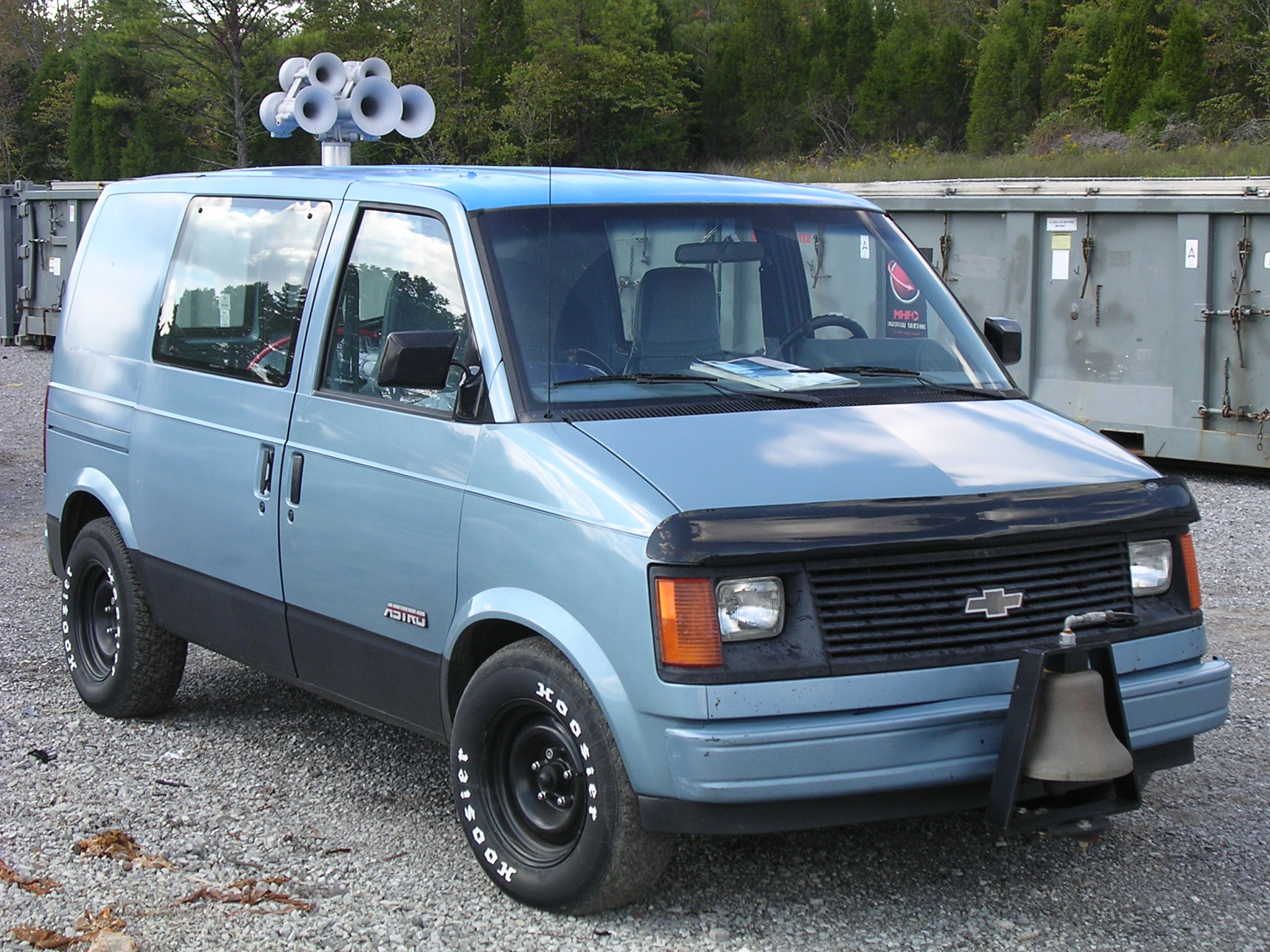
Chevrolet Astro mit Eisenbahnsirene und Glocke

Neben ihrer Popularität für professionelle Tuner waren Astro und Safari auch bei „Hinterhof-Tunern“ beliebt. Umbauten gibt es für Straße und Gelände. Bei einigen Vans wurde der ursprüngliche 4,3-l-V6-Motor gegen einen 5,7-l-V8-Motor aus der Small-Block-Reihe ausgetauscht. Dies ist einfach, weil der 4,3-l-V6-Motor auf dem Motor aus der Small-Block-Reihe basiert, sodass die meisten originalen Antriebskomponenten weitergenutzt werden können.
Wegen seiner Auslegung auf Basis eines Lieferwagens wird der Astro auch gerne von Gelände- und Campingfreunden genutzt. Die Kombination eines kraftvollen Antriebes, einer hohen Passagier- und Ladekapazität, des Allradantriebes und eines auf Wunsch verfügbaren Sperrdifferentials für die Hinterachse erleichtert den Umbau auf den Geländeeinsatz. Das Fahrzeug kann höher gelegt werden, was Änderungen bei den Reifen und der Bodenfreiheit bei relativ geringer Änderung des äußeren Erscheinungsbildes ermöglicht.